# Agustina Giannasio
Agustina Giannasio (n. 28 aprilie 2003, Morón⁠(d), Buenos Aires, Argentina) este o arcașă ce a reprezentat Argentina. A participat la o competiție a Jocurilor Olimpice de Tineret (2018) în care a câștigat o medalie de argint.